# دورنينة
دُوَرْنِينَة بلدية فرنسية تطل على خليج بنفس الاسم شرقيَّ بحر هِرواس، وتقع ضمن إقليم فينستير في منطقة بَرُوطانية. اتسعت مساحة بلدية دورنينة في عام 1945 بعد ضمها لبلديات بُلدَاوُد وطربول وبلوارة. 